# You and Me Both
You and Me Both – drugi (i ostatni) album brytyjskiej grupy synthpopowej Yazoo.

## Lista utworów
1. „Nobody’s Diary” (Moyet)
2. „Softly Over” (Clarke)
3. „Sweet Thing” (Moyet)
4. „Mr. Blue” (Clarke)
5. „Good Times” (Moyet)
6. „Walk Away From Love” (Clarke)
7. „Ode to Boy” (Moyet)
8. „Unmarked” (Clarke)
9. „Anyone” (Moyet)
10. „Happy People”/„State Farm” (Clarke/Moyet)
11. „And On” (Moyet)